# Vương tộc Romanov
Triều đại Romanov (tiếng Nga: Рома́нов, đã Latinh hoá: Románovy, IPA: [rɐˈmanəf]) là vương triều thứ hai và cũng là Vương triều cuối cùng trong lịch sử nước Nga, trị vì từ năm 1613 cho đến khi cuộc Cách mạng Tháng Hai phế bỏ nền quân chủ chuyên chế Sa hoàng vào năm 1917.
Thực ra, nhà Romanov đã tuyệt tự sau khi cháu trai của Pyotr Đại đế chết yểu mà không có con trai nối dõi. Do đó, một người cháu ngoại của Peter Đại đế (con trai của con gái ông) được đặt lên ngai vàng nước Nga. Theo đó, Quận công của xứ Holstein-Gottorp, bản thân là thành viên một nhánh thứ của Nhà Oldenburg, đã kết hôn với một người con gái của Peter Đại đế vào đầu thế kỷ 18, và con trai họ được chọn trở thành Sa hoàng (Pyotr III của Nga). Và tất cả các vị Sa hoàng nhà Romanov kể từ giữa thế kỷ này cho đến khi cuộc Cách mạng năm 1917 bùng nổ đều là hậu duệ của cuộc hôn nhân này. Tuy chính thức được gọi là Vương triều Romanov, những con cháu của hai họ Romanov và Oldenburg này đôi khi được gọi là Nhà Romanov-Holstein-Gottorp.
Hoàng đế Nikolai II của Nga và nhiều thành viên trong gia đình ông bị xử bắn bởi những người Bolshevik vào năm 1918. Nhiều anh em họ của Nikolai II thì vẫn sống ở nước ngoài. Vào năm 1924, Đại Công tước Nga Kyril Vladimirovich, con cháu trực tiếp của hoàng đế Aleksandr II của Nga, tự tuyên bố là tộc trưởng hoàng tộc Nga. Cháu nội của ông, Nữ Đại công tước Maria Vladimirovna là người hiện tại đòi chức vị này, con trai duy nhất của bà là Đại Công tước Georgi Mikhailovich là người nối dõi.

## Xử bắn Sa hoàng và gia đình

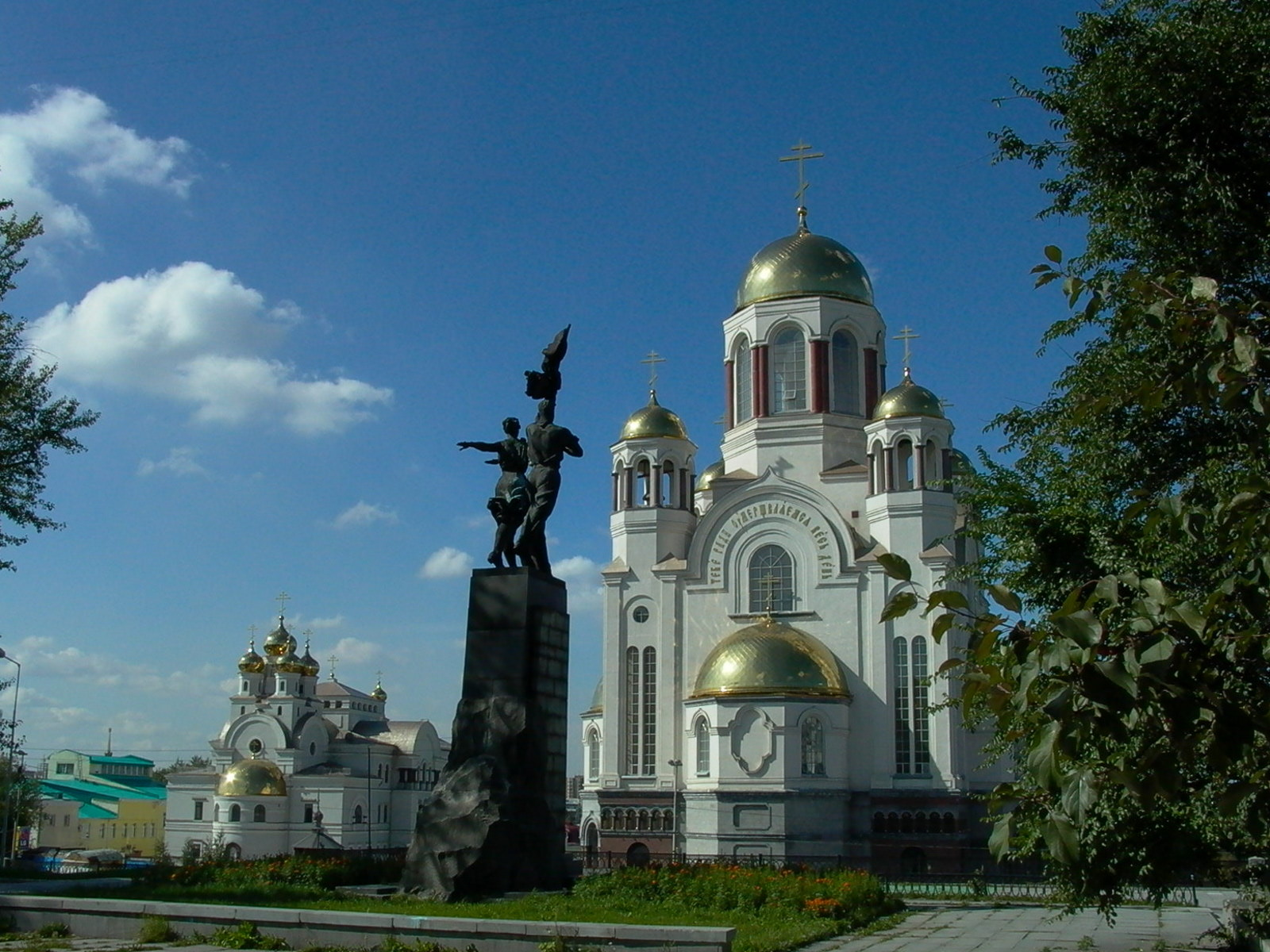
Yekaterinburg "Nhà thờ đẫm máu", Được xây ở địa điểm, nơi hoàng đế Nga và gia đình bị xử bắn.

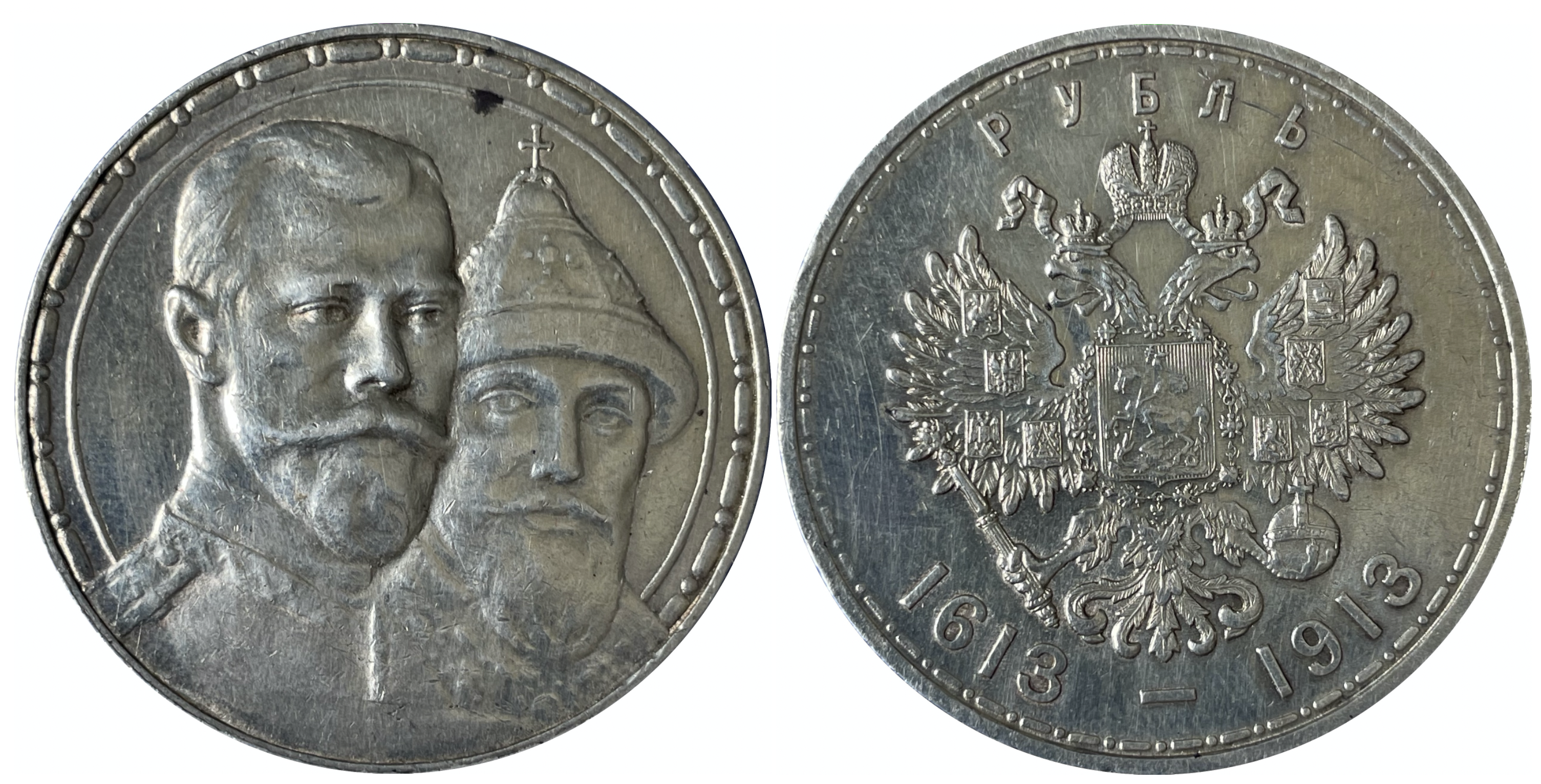
1 ruble đúc năm 1913 - Kỷ niệm 300 năm Nhà Romanov cai trị Đế quốc Nga (1613 - 1913)

Những người Bolshevik đã lập kế hoạch tổ chức một phiên tòa xét xử Hoàng đế Nikolai II vì những tội ác chống lại nhân dân Nga. Nhưng vào ngày 17 tháng 7 năm 1918, một cán bộ Bolshevik là Yakov Sverdlov ở Moskva đột ngột ra lệnh cho Filip Goloschekin và Yakov Yurovsky phải tiến hành xử bắn Sa hoàng, cả gia đình của ông, và 4 người hầu cận dưới hầm của nhà Ipatiev ở Yekaterinburg, Nga. Lãnh đạo của những người Bolshevik là Lenin không hề biết gì về mệnh lệnh này.
Trước đó cả gia đình được cho biết, là họ sẽ được chụp hình để chứng minh là họ vẫn còn sống. Khi bị bắn, những người con gái không chết liền, vì đạn dội lại từ những nữ trang họ đeo may vào trong áo lót. Những binh sĩ xử bắn, sau đó định giết họ bằng kiếm nhưng cũng thất bại vì những nữ trang đó. Sau đó họ bị bắn vào đầu. Những xác chết của gia đình Romanov sau đó bị giấu và di chuyển nhiều lần trước khi được mai táng ở một nơi không để lại dấu vết, cho đến khi vào năm 1991, khi chế độ Liên Xô sụp đổ và những người thám hiểm nghiệp dư tình cờ khám phá ra xác họ. Những dẫn chứng DNA đã giúp nhận diện họ, sau đó thi thể họ được chôn cất với một lễ tang cấp Nhà nước được chủ trì bởi Nhà thờ Chính thống giáo Nga.
Năm 1989, báo cáo của Yakov Yurovsky được công bố, theo đó tại thời điểm diễn ra vụ xử bắn, một đoàn quân lê dương Séc (thuộc Bạch Vệ) đang tiến đến vị trí nơi giam giữ Nikolai II. Lo ngại nếu Nikolai II được giải thoát thì ông ta trở thành chỉ huy quân Bạch Vệ chống lại Hồng quân, những người gác tù đã được lệnh xử bắn để đảm bảo Nikolai II "sẽ không thể quay trở lại (ngai vàng Nga)". Theo Jonathan Earle, phóng viên của tờ the Moscow Times đăng bài trên báo the Wall Street Journal, chính quyền Sô Viết đã giữ bí mật về việc này cho đến 1991, trên báo Pravda (Sự thật) chỉ có in một câu duy nhất: "Nicholas Romanov đã bị hành quyết. Gia đình ông ta đã được di tản tới một nơi an toàn."

## Gia phả

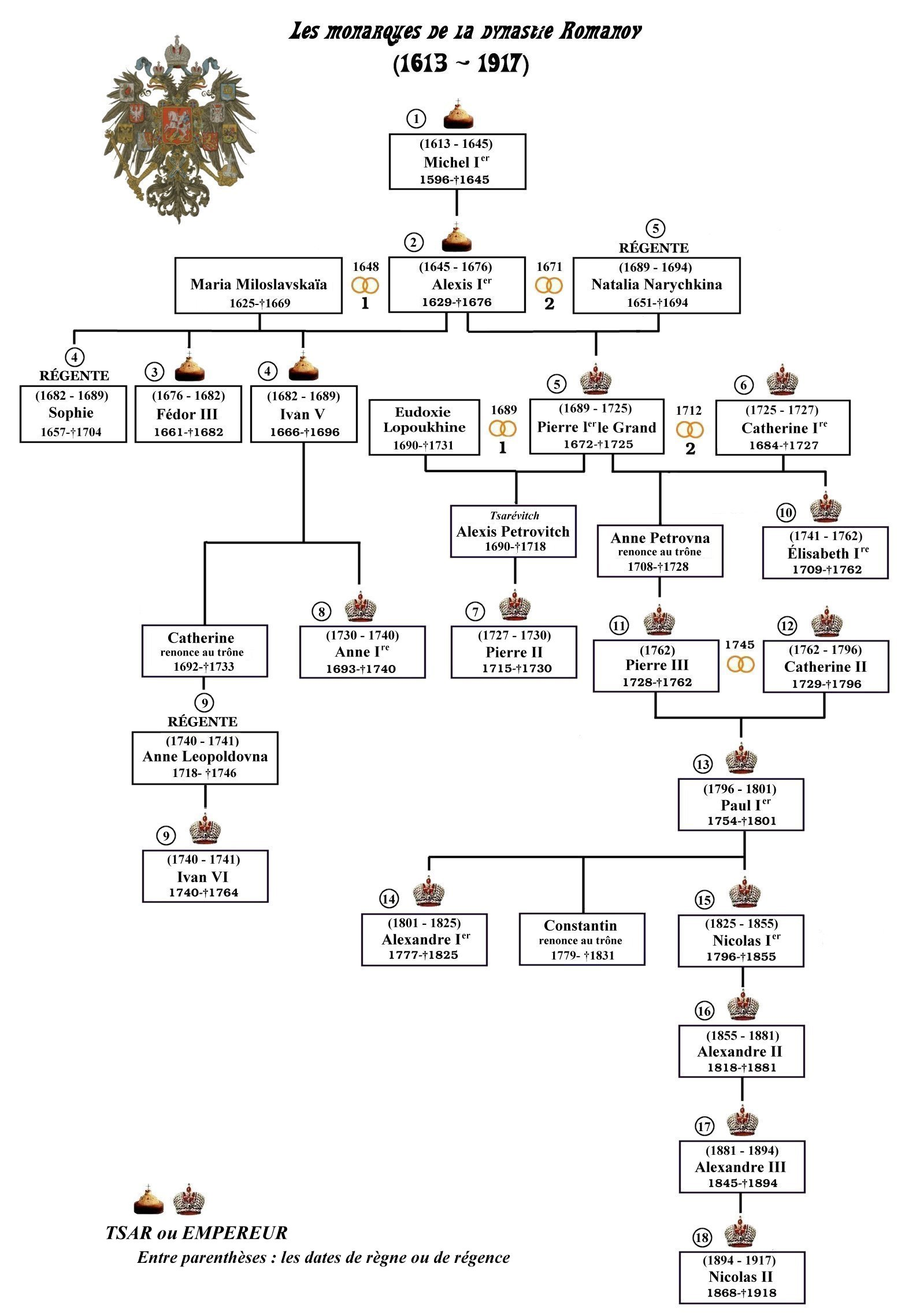